# Ida Maly
Ida Maly, křtěná Ida Franziska Sofia Maly (22. října 1894 Vídeň, † 20. února 1941, usmrcovací zařízení Hertheim, Horní Rakousko) byla rakouská malířka a grafička, zavražděná v programu „nacistické eutanazie“.

## Životopis
Ida Maly se narodila ve Vídni, ale vyrůstala ve Štýrském Hradci jako třetí dcera c. a k. okresního nadlesního Franze Malého a jeho manželky, modistky Sofie, rozené Tetauerové. Jednou z jejích sester byla pozdější malířka Paula Maly (1891-1974). Sestry prožily dětství a mládí v liberálním prostředí střední třídy, otevřené uměleckým zájmům. Ida Maly po absolutriu nižšího gymnázia navštěvovala v letech 1910-1912 státní uměleckou školu ve Štýrském Hradci (Landeskunstschule Graz), odkud přešla na léta 1912-1914 na Uměleckoprůmyslovou školu do Vídně (Kunstgewerbeschule), k prof. Oskaru Strnadovi a Franzi Čižkovi. V letech 1916-1918 pracovala v továrně v Sankt Pölten.
Společně se sestrou Paulou absolvovala kursy typografie v Rudolfa von Larische, lekce dějin umění u Eduarda Leischinga a chemie u Emmericha Selcha.
V Mnichově žila v letech 1918–1925, pohybovala se v okruhu levicově orientované bohémy, mj. vdovy po dramatikovi a spisovateli Franku Wedekindovi Tilly Wedekind a její sestry, herečky Marthy Newes. Měla široké profesní zaměření. Živila se jako malířka, herečka. Dojížděla také do Berlína a do Drážďan, kde kopírovala obrazy starých mistrů v Alte Pinakothek v Mnichově a v galerii v Drážďanech (například Rubensovu Ledu s labutí). Retušovala fotografie a zhotovovala umělecké knižní vazby. a Paříže. V roce 1921 porodila nemanželskou dceru Elgu Maly (1921̠–1989), jejíž výchova ji časově omezovala v práci, a proto ji v roce 1923 svěřila pěstounům do Štýrského Hradce. 
Tvorba z dvacátých let svědčí o všestranně talentované, emancipované a sebevědomé umělkyni, přetížené rozmanitou prací. Tvůrčí tempo posléze nevydržela, onemocněla a vrátila se do Štýrského Hradce. propukla u ní schizofrenie a v roce 1928 byla přijata do psychiatrické léčebny Feldhof ve Štýrském Hradci. 
Po připojení Rakouska k nacistickému Německu v roce 1938 byla i zde v letech 1940–1945 zavedena tzv. „Akce T4“  hromadného vyvražďování nemocných. Ida Maly byla převezena do nacistického usmrcovacího zařízení na zámku Hartheim u Alkovenu u Lince v Horním Rakousku. Idina matka byla 11. února 1941 informována předtištěným formulářem dopisu, že Ida byla na základě ministerských nařízení umístěna v zemském zařízení (Landesanstalt Hartheim), kde nejsou z důvodů souvisejících s obranou Říše povoleny návštěvy, ani se neposkytují telefonické informace a že změny stavu pacientky budou okamžitě oznámeny. Ve skutečnosti byla Ida Maly otrávena plynem v den příjezdu nebo následující den. Stejně jako všichni zavraždění v Hartheimu bylo její tělo zlikvidováno spálením. Příbuzní pak obvykle dostávali fiktivní lékařské záznamy se zavádějícími informacemi o přirozených příčinách smrti a falešné, ale oficiální úmrtní listy. Příbuzným byly často ještě účtovány fiktivní náklady za léčení. Dostali také urnu s popelem, který nepatřil jejich příbuznému, protože spalování bylo hromadné.

## Dílo
Dílo Idy Malé je typické pro rakouskou a německou meziválečnou avantgardu žen - umělkyň. Vychází z expresionismu, futurismu, art deca a dalších podnětů a postupně nachází vlastní vyjadřovací polohu. Výjimečná byla její technická všestrannost. Tvořila moderní olejomalby, stejně jako kopie starých mistrů, portréty, postavy, zátiší, akvarely, kresby, grafické listy i umělecké knižní vazby.   
Výtvarnice Ida Maly i její dílo byly přes půl století zcela zapomenuty. Do povědomí se dostalo až v roce 2005 díky výstavě v Nové galerii ve Štýrském Hradci. a u příležitosti 80. výročí její smrti v roce 2021. Teprve tehdy byla shromážděna díla pro soubornou výstavu v Linci, „... která sleduje životní cestu Idy Maly a ukazuje, jak se pohybovala mezi styly a našla svůj individuální umělecký jazyk.“

## Galerie

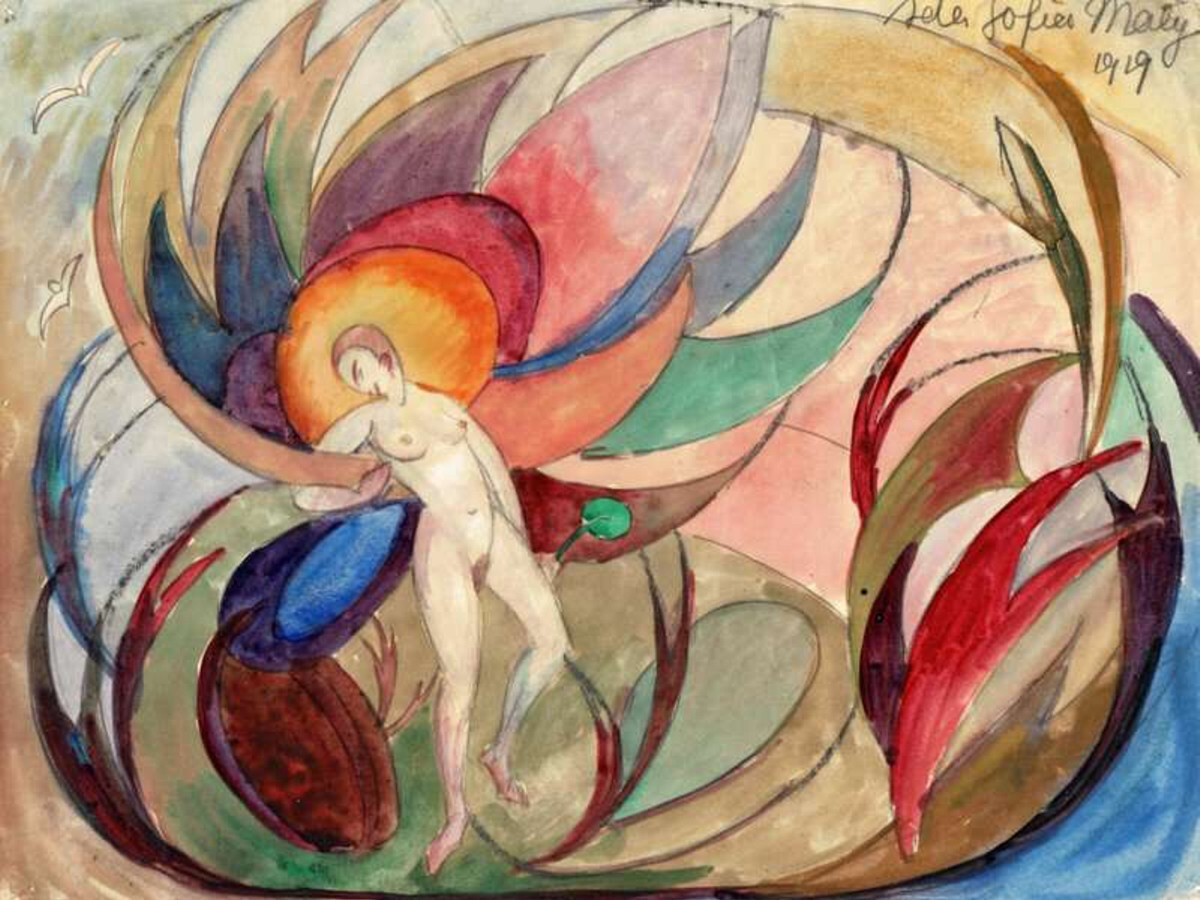
Akt s květinami (1919)
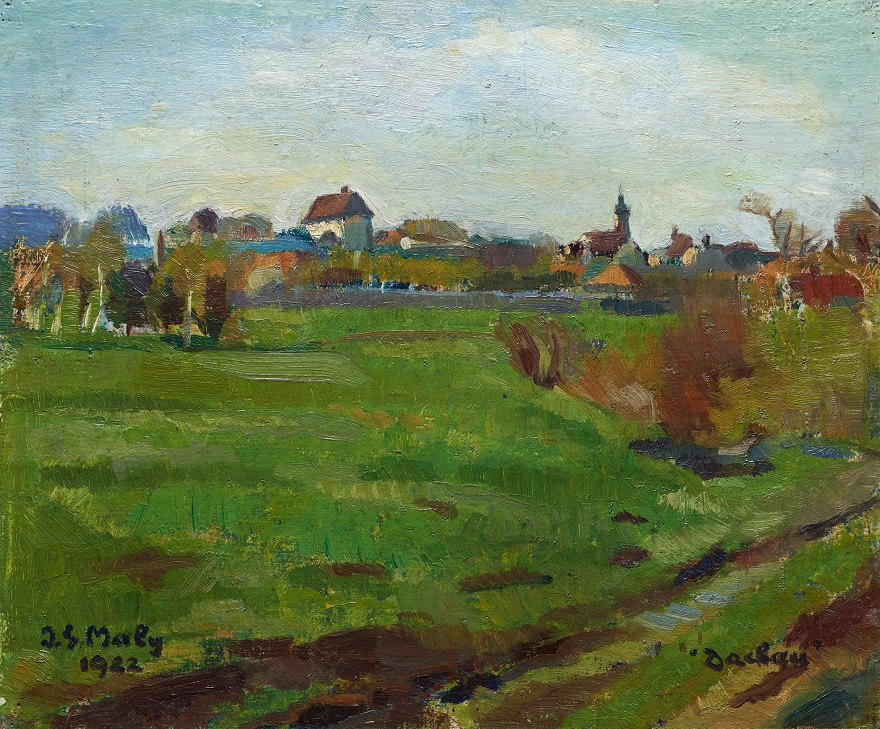
krajina v Dachau (1922)
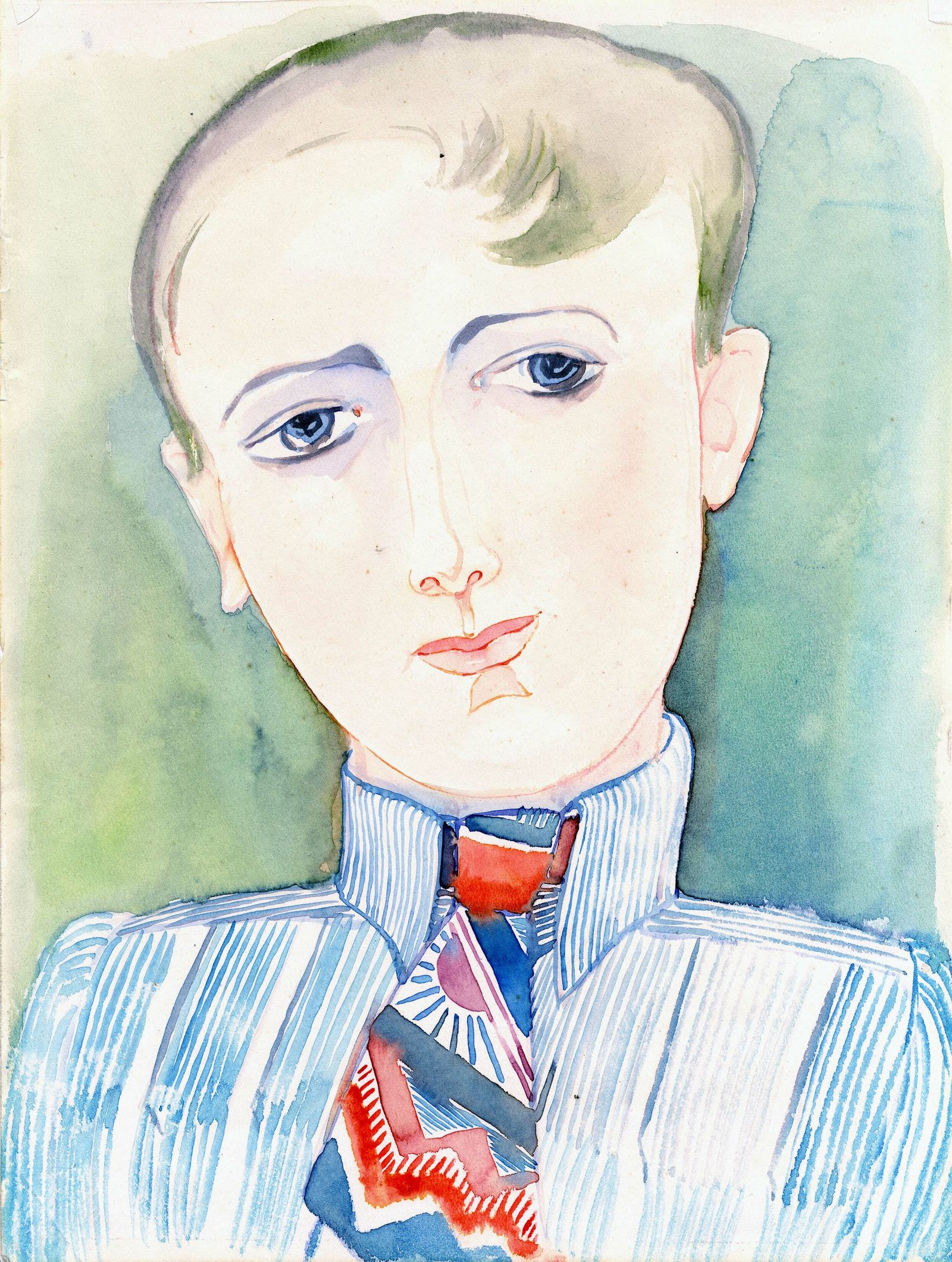
Žena nebo muž s kravatou (1928–1930)
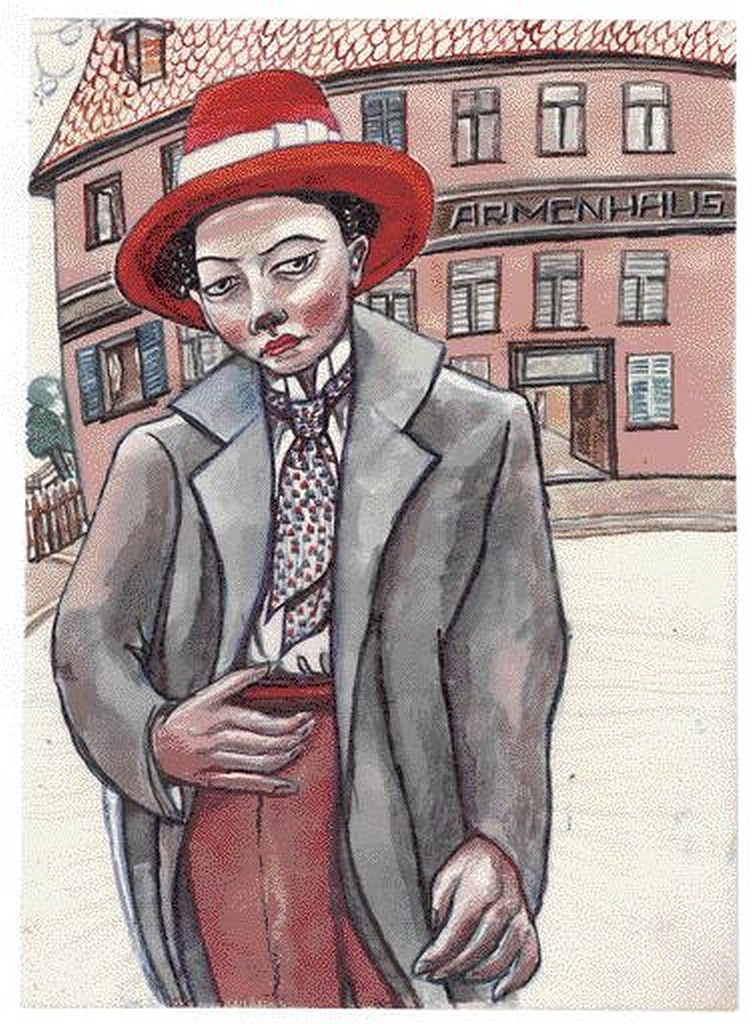
Autoportrét Temné předtuchy (1928)
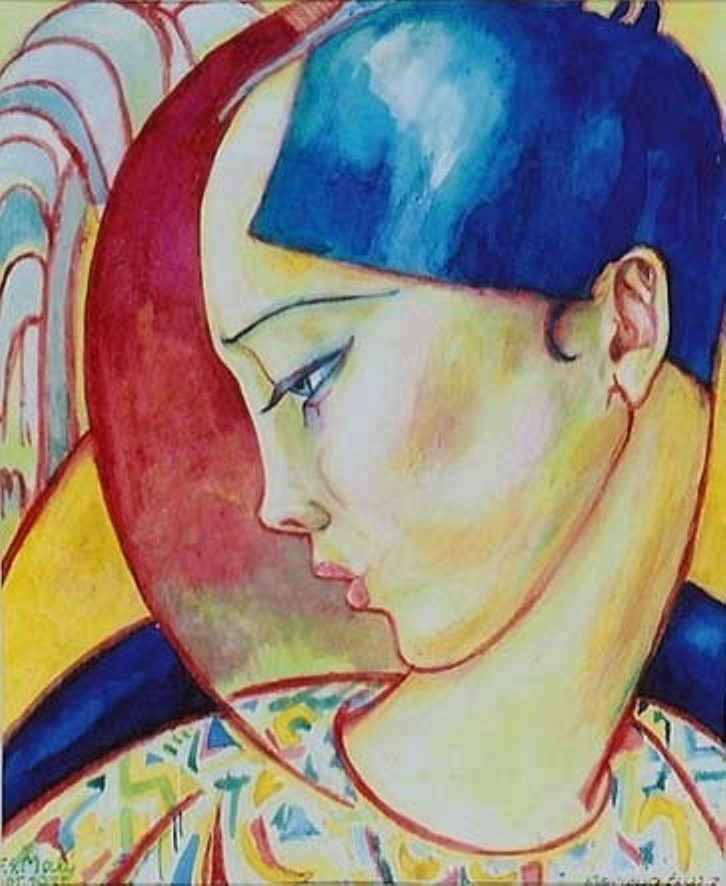
Ženská hlava (1931)
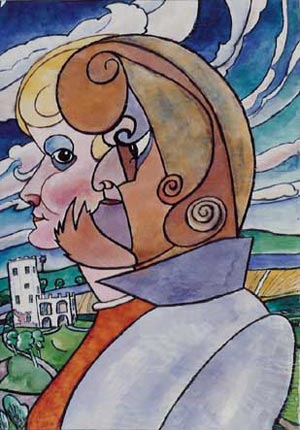
Podobní (1931)
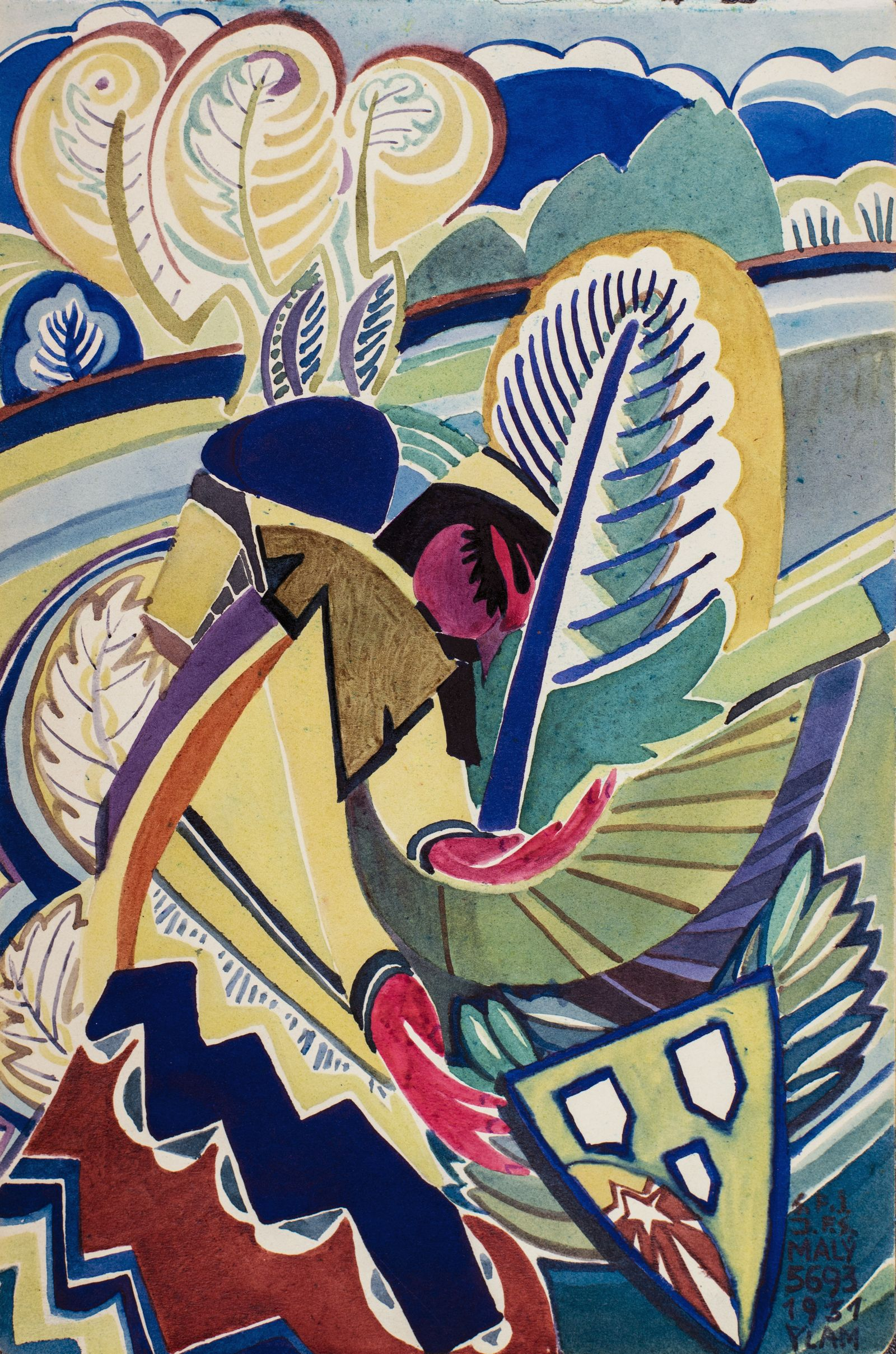
Krajinná kompozice (1931)